# 방사선량계

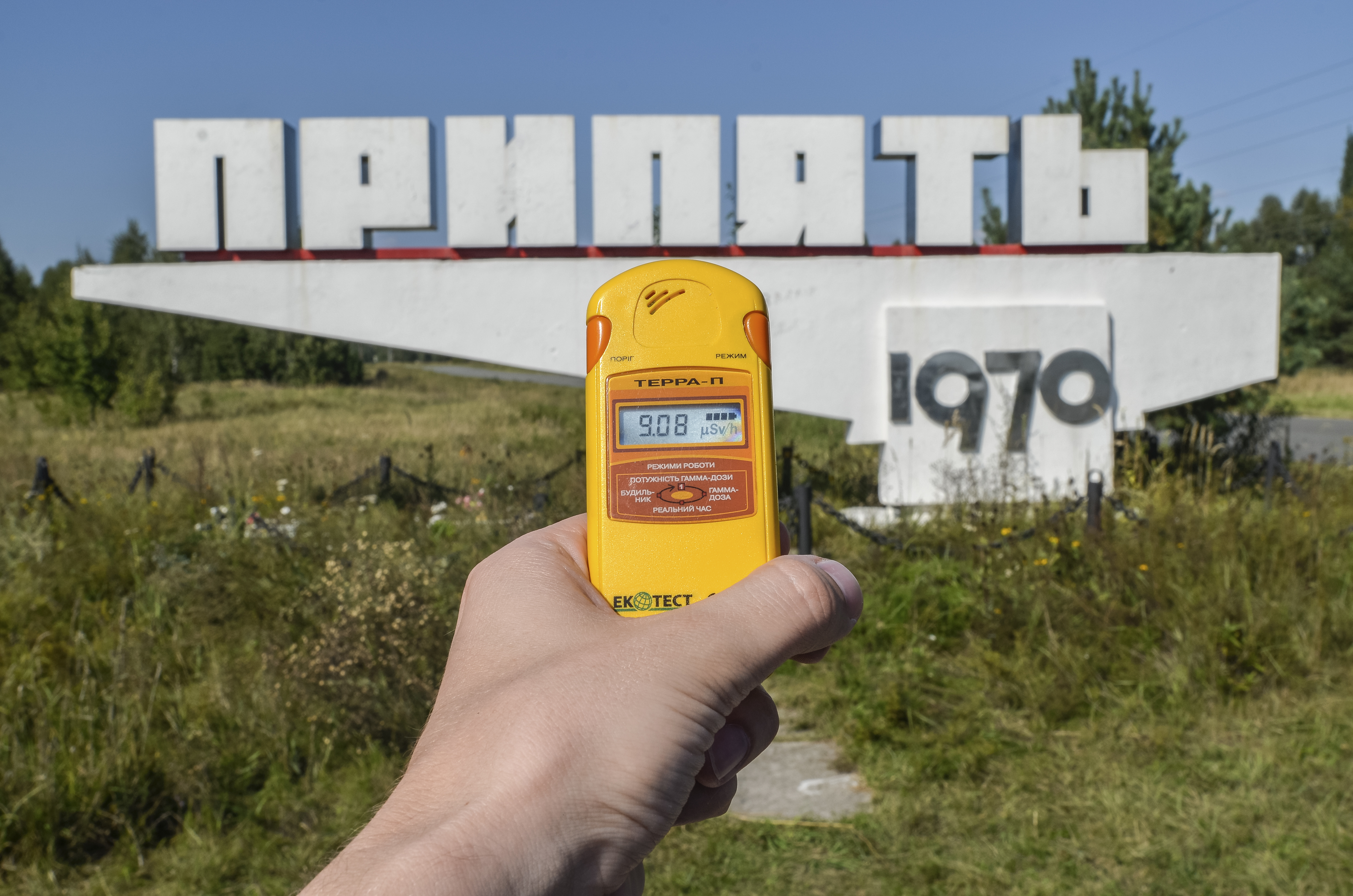
프리피야티에서의 방사선량계

방사선량계(Dosimeter)는 외부 전리 방사선의 선량 흡수를 측정하는 장치이다. 개인용 선량계로 사용할 때 감시 대상자가 착용하며 이때 받은 방사선량을 기록하는 것이다. 최신 전자식 개인용 선량계는 누적 선량과 현재 선량률을 지속적으로 판독할 수 있으며 지정된 선량률이나 누적 선량을 초과하면 착용자에게 청각 경보로 경고할 수 있다. 열발광 또는 필름 유형 등의 기타 선량계는 받은 누적 선량을 나타내기 위해 사용 후 처리가 필요하며 착용하는 동안 선량의 현재 표시를 제공하지 못한다.

## 같이 보기
- 가이거 계수기